# Залізничний транспорт Фінляндії
Мережу залізниць Фінляндії утворюють залізничні шляхи загальною довжиною 9216 км із коліями завширшки 1524 мм (т.зв. «Широка колія»), яка дозволяє потягам курсувати до усіх країн (у т.ч. країн колишнього СРСР), що мають колії завширшки 1520 мм. На змінному струмі із напругою 25 кВ електрифіковано 3249 км залізничних шляхів (у складі загальних 9216 км). Найважливішими залізничними лініями країни є лінії Гельсінкі–Тампере–Оулу, Гельсінкі–Коувола–Санкт-Петербург та Гельсінкі–Турку.
Головним оператором залізничного (зокрема пасажирського) сполучення країни є державна компанія VR; контроль за самою залізничною мережею здійснює Агентство транспортної інфраструктури Фінляндії, підпорядковане Міністерству транспорту та зв'язку Фінляндії.
Пасажирські потяги курсують по 7225 км залізничних шляхів та обслуговують усі великі міста та багато сільських територій, хоча залізничне сполучення подекуди не є таким поширеним, як автобусне. Більша частина пасажирів залізниці від'їжджає із або прибуває на центральний вокзал Гельсінкі, від якого відходить велика частина колій пасажирської залізничної мережі. Залізнична мережа Фінляндії поділена на 6 регіональних центрів, які спільно керують використанням та обслуговуванням шляхів. Вантажні двори та великі вокзали можуть мати власну сигнальну систему.
Тендери на вантажні перевезенні були відкриті для приватних підприємців 1 січня 2007 року, а міжнародне пасажирське сполучення між країнами ЄС відкрилося 1 січня 2010 року.

## Історія
Прокладення залізниць почалось у Фінляндії відносно пізно. Першою була відкрита лінія між містами Гельсінкі та Гямеенлінна 31 січня 1862 року, яка згодом стала головною залізницею країни. У 1870 році відкрито сполучення між містом Рійгімякі та столицею імперії Петербургом (Фінляндський вокзал), яке на той час мало вкрай важливе значення. Оскільки Велике князівство Фінляндське при побудові залізниць використовувалася майже та сама ширина колії, що й у Російської імпеїрі, а саме 1524 мм (5 футів); наразі ширина російських колій становить 1520 мм.
Ділянка лінії Гельсінкі–Гямеенлінна була розширена до Тампере 22 червня 1876 року, таким чином з'єднавши три найбільші міста країни. У 1878 році лінія була продовжена від Тампере до міст Сейняйокі та Вааса, згодом у 1884 році була споруджена лінія Сейняйокі–Оулу, а у 1909 році була прокладена залізниця до столиці Лапландії — Рованіємі. На той час загалом було прокладено близько 3300 км колій.
До 1912 російська та фінська залізниці не мали спільного сполучення через вужчі габарити рухомого складу, що використовувався на фінській залізниці. Пізніше вони були розширені для відповідності російським, а також були добудовані сотні станційних платформ та шляхів, що відходили одне від одного. Споруджений у 1912 році Фінляндський залізничний міст через Неву сполучив фінську та російську залізниці. Після проголошення незалежності Фінляндії російська частина лінії була передана російській владі.
Після цього спорудження залізничних ліній довгий час не продовжувалось. Після того, як у 1944 році через Московське перемир'я, внаслідок якого Фінляндія була змушена остаточно передати СРСР частину своїх територій, було перерване сполучення між містами Йоенсуу та Паріккала, у 1950-х рр. була споруджена лінія від Паріккали до Онкамо. Пізніше, у 1960-х та 1970-х рр.були споруджені додаткові залізниці, зокрема т. зв. «лінія-спрямлення» (Тампере–)Лієлахті–Паркано–Сейняйокі, яка значно скоротила час поїздки між півднем та північчю Фінляндії.
У 1968 році почалася реалізація обширного проекту з електрифікації.
Локомотиви, що використовувалися на фінських залізницях, вироблялись зокрема на тампереських заводах Tampella ja Lokomo. Tampella виготовляв локомотиви у 1898–1957 рр., а Lokomo у 1915–1969 рр. Виготовлення локомотивів продовжив завод Valmet, а внаслідок злиття цю задачу перейняла компанія Škoda Transtech; останні локомотиви Dr16 були виготовлені у 1990-х рр. Лінійні локомотиви у Фінляндії більше не виробляються, проте дочірнє підприємство компанії Saalasti — Teräspyörä — виробляє різні організаційні локомотиви. Із нинішніх електровозів Sr1 були вироблені у СРСР, Sr2 — у Швейцарії. Із нинішніх електропотягів Sm3 Pendolino та Sm6 Allegro вироблені в Італії.
Замість місцевого паропотягового сполучення з 1950-х рр. використовувалися т.зв рейкові автобуси Dm6 та Dm7. Вони мають 56+7 пасажирських місць, а їх максимальна швидкість становить 95 км/год (з певним оснащенням 115 км/год). Найбільша кількість вагонів, які можна під'єднати разом — 10. Останні рейкові автобуси були виведені з регулярного пасажирського руху у 1988 році, проте їх досі використовують як музейні потяги. Окрім цього частина їх після виведення з пасажирського сполучення після деяких змін в оснащенні використовувалися як робочі та оглядові вагони для електроколій.
У листопаді 2017 року з Коуволи вирушив вантажний потяг, що перевозив 41 контейнер до міста Сіань у Китаї. Це був перший вантажний потяг такого типу, що пересувався між двома країнами.

## Загальна інформація
У 2011 році щоденно на дальні відстані курсували близько 300 пасажирських потягів VR, а у приміському сполученні столичного регіону — близько 900 потягів. Потяги, що обслуговують різні групи пасажирів, згруповані наступним чином: найшвидші потяги — Pendolino, найсучасніші — InterCity, старіші потяги дального слідування та приміські потяги, а також потяги, що курсують між або усередині більших населених пунктів та передмість. Цільовою аудиторією потягів Pendolino є подорожуючі за робочими справами, а InterCity та приміські потяги є основним рухомим складом міжміського сполучення. Приміські потяги курсують на ділянках, куди не ходять потяги дальнього слідування та зупиняються на зупинках, на яких потяги дальнього слідування не зупиняються. Також до залізничного сполучення належать вокзали і транспортні вузли, що пропонують пересадки та стиковки.
Інколи у потягах не використовуються спеціальні локомотиви, адже вагони є автомотрисами. Так працюють зокрема приміські потяги столичного регіону, швидкісні потяги Pendolino та рейкові автобуси Dm12. Їх перевагою є можливість швидкої зміни напрямку потяга, адже не треба переводити локомотив у другий кінець потяга. До того ж у коротких потягах більш енергоефективним є використання автомотрис, аніж тяжких локомотивів та декількох вагонів.
Найбільш конкурентоспроможними є потяги між найбільшими містами, де вони зазвичай набагато швидші за особисті автомобілі. У приміському сполученні потяги є найшвидшими на ділянці Гельсінкі–Рійгімякі, а також на ділянці Гельсінкі–Лахті, т. зв. «лінії-спрямленні». У дальньому сполученні часи поїздки з Гельсінкі є найбільш конкурентоспроможними до Гямеенлінни, Йоенсуу, Ювяскюля, Оулу, Сейняйокі, Тампере, Турку та Вааси. Деякі з цих міст належать до території руху потягів Pendolino, а їх залізничні ділянки були оновлені та підготовлені для потягів на великих швидкостях.
Забезпечення залізничним сполучення розподіляється по залізничній мережі нерівномірно; наприклад, на півдні Фінляндії багато подорожуючих і потяги дуже часто курсують із Гельсінкі до Турку, Тампере та Коуволи; також густонаселеність півдня Фінляндії сприяє частим рейсам потягів. В інших територіях країни мешканців значно менше, — так само і залізничне сполучення не є таким інтенсивним. Зазвичай місцем відправлення або прибуття є Гельсінкі, адже велика частина туристів подорожує скоріше до Гельсінкі або звідти, ніж між іншими містами. З причин економії велику частину колишніх залізничних вокзалів Фінляндії зачинено, і наразі певна їх кількість перебуває у приватному користуванні.
Наразі більша частина пасажирського рухомого складу фінських залізниць вже на електричній тязі, проте на деяких менш завантажених ділянках залізниці й досі курсують пасажирські потяги із дизельними локомотивами. Старі сині вагони експрес-потягів поступово були виведені з експлуатації, коли замість них були придбані вагони IC² та потяги Pendolino.
Розбудова промисловості у Фінляндії сприяє тому, що частка залізничного транспорту у вантажному сполученні у Фінляндії є фактично на одному рівні з іншими європейськими країнами. Підприємства, що виробляють товари на експорт, знаходяться у центрі Фінляндії.

### Електрифікація
У той час, як деякі приватні залізничні ділянки Фінляндії були електрифіковані вже наприкінці ХІХ століття, інтенсивна електрифікація залізниць країни почалася лише наприкінці 1960-х рр., а саме у 1968 році. Позитивним наслідком такого пізнього початку була можливість використання найновішої техніки на 25кВ та 50 Гц, яка й наразі лишається кращою; також внаслідок електрифікації зменшилося споживання енергії та забруднення довкілля.
Електрифікацію було почато на залізничній ділянці від Гельсінкі–Кіркконуммі, а запланований рух перших електропоїздів почався до Кіркконуммі 26 січня 1969 року. 31 січня 1972 року було пущено електропоїзди до Рійгімякі. Далі почалася електрифікація ліній на північ від столиці: у 1975 році були електрифіковані залізничні лінії до Сейняйокі, у 1981 році — до Кокколи, а у 1983 році — до Оулу. На початку електрифікації була організована масштабна рекламна кампанія, у якій наголошувалася тиша електропотягів порівняно з моторним і паровим рухомим складом, а також громадян попереджали про ризики нещасних випадків. Темою кампанії також була висока напруга контактних дротів.
Низка ліній були електрифіковані лише у 1990-х рр., наприклад, лінії Тампере–Ювяскюля у 1994 та Гельсінкі–Турку у 1995 роках. У 2004 році було електрифіковано залізницю до Рованіємі, а у 2014 році було прокладено контактні дроти до найпівнічнішої електрифікованої станції Кеміярві. У 2011 році також було електрифіковано лінію Сейняйокі–Вааса. Згідно із планом, у 2019 році планувалося почати електрифікацію лінії Турку–Уусікаупункі.
Наразі електрифікованими є 3249 км залізничних шляхів Фінляндії за допомогою контактних дротів під напругою 25 кВ 50Гц із стандартною висотою дротів 6,5 м над колією; втім, допускаються відхилення від 5,6 м до 7,3 м. Найбільшим класом електричних локомотивів є локомотиви Sr1, введені в експлуатацію у 1973 році. Також використовуються електричні локомотиви класів Sr2 та Sr3, а також швидкісні потяги Pendolino класу Sm3.

## Технічні дані

### Швидкість руху
Максимальна швидкість руху для пасажирських потягів становить 220 км/год, хоча може бути досягнута лише на ділянці Керава–Лахті. Максимальна швидкість вантажних потягів становить 120 км/год. Поточні обмеження швидкості варіюються залежно від типів потягів та ділянок колій. Низка затримок можуть траплятися восени або взимку через погодні умови (напр., сильні вітри).
Найвищу середня швидкість руху потягів у країні досягають потяги Pendolinon на ділянці між містами Тіккуріла та Лахті — 165 км/год. Найшвидшим інтервалом у приміському сполученні є ділянка між Тіккурілою та Керавою, на якій середня швидкість потягів R та Z становить 98 км/год.

### Безпека
Сигнальна система, що використовується на залізницях Фінляндії, включає у себе як світлові, так і фіксовані сигнали. Вони використовуються разом із ATP-VR/RHK (EBICAB 900) — локомотивним пристроєм безпеки, часто відомим як JKV (від фін. junien kulunvalvonta), який має використовуватися на рухомому складі. Система має бути незабаром оновлена до вимог ERTMS/ETCS, проте все ж пізніше, ніж в інших європейських країнах через невеликий вік поточного пристрою безпеки. Перші пристрої ETCS планувалися до встановлення на рухомий склад у 2013 році, а перша обладнана сигнальними пристроями ERTMS залізнична ділянка має бути відкрита до 2025 року.

### Висота платформ
Висота платформи 550 мм над колією встановлена на наступних ділянках:
- Гельсінкі–Гямеенлінна–Тампере
- Гельсінкі–Турку
- Керава–Лахті–Коувола–Вайніккала (окрім Луумякі)

Висота платформи на всіх інших станціях становить 200 мм над колією.

## Оператори
Державна залізнична компанія VR має монополію на оперування пасажирським сполученням країни. У системі громадського транспорту Гельсінкі потяги класу Sm5 перебувають у власності компанії Pääkaupunkiseudun Junakalusto Oy, проте оперує ними також VR. Новими потягами Allegro, що забезпечують швидкісне сполучення між Гельсінкі та Санкт-Петербургом, володіє та оперує компанія Karelian Trains, якою наполовину володіють VR та російський залізничний оператор РЖД.
Попри те, що з 2007 року на основі директиви ЄС відкрито тендери на залізничне сполучення для приватних операторів, більшістю потягів все ще керує VR. У вересні 2011 року компанія Ratarahti Oy отримала сертифікат безпеки від Агентства безпеки транспорту Фінляндії та почало свої маневрові роботи на залізничному дворі Іматри у 2013 році, провівши перші тести у грудні 2012 року. Компанія Proxion Train Oy отримала свій сертифікат безпеки у травні 2011 року, але почала вантажні перевезення у 2014 році через проблеми із отриманням необхідного обладнання від VR. Інший новий оператор, Fenniarail, знайшов у Чехії використані локомотиви, які можна було використовувати на широкій колії, та почав оперувати ними у 2016 році.
VR здебільшого утилізує непотрібний рухомий склад, аніж продає його, з метою обмеження конкуренції. Використані вагони не можуть бути завезені з інших країн через різну ширину колії, на яку їх здебільшого не можна перевести: фінська колія у порівнянні із європейською є більш широкою. Використані вагони із країн колишнього СРСР не відповідають фінським вимогам, а нові локомотиви є занадто дорогими, адже не передбачені для широких колій.
У Фінляндії існує одна приватна залізнична компанія — це залізниця Кархула–Суніла, яка слугує лише для вантажних перевезень, у місті Кархула поблизу Котки; нею керує не Агентство транспортної інфраструктури Фінляндії, а власники залізниці.
Також існує низка музейних залізниць, не пов'язаних із VR Group.

## Плани на майбутнє
У Фінляндії міжміські подорожі потягами довгі, а мешканців у країні небагато, тому такий туристичний потенціал призводить до того, що потяги загалом курсують досить рідко; винятками з цього є залізничні маршрути з Гельсінкі до Турку, Тампере та Коуволи, попит на які доволі великий, а отже, і рух потягів більш щільний. Також великий попит є на т. зв. Пог'янмааській залізниці (Тампере–Оулу), проте одноколійність лінії та нестача місць для стиковок обмежують частоту руху потягів.
У майбутньому є наміри привести до ладу залізниці шляхом оновлення надбудов і колій (зокрема їх подвоєння) та прибирання залізничних переїздів для того, щоб швидкістю руху потягів можна було збільшити до 220 км/год. Втім, через розгалуженість залізничних мереж Фінляндії виконання робіт триватиме довго. Спочатку приводитимуть до ладу найзавантаженіші залізничні ділянки, поступово переходячи до інших шляхів. Всі залізничні ділянки, втім, не будуть переведені на високі швидкості, оскільки обсяги трафіку обґрунтовують лише покращення головних ліній, що радіально відходять від Гельсінкі. У решти залізничних ділянок максимальна швидкість лишиться 140 км/год. Агентство транспортної інфраструктури Фінляндії вимагало проекту широкого капітального ремонту ділянки Сейняйокі–Оулу, яке за планами мало бути завершене у 2017 році. За планом мали бути споруджені ділянки із подвійними коліями та пункти об'їзду, а також прибрані залізничні переїзди з усієї ділянки. Найбільші дозволені швидкості пасажирських потягів також збільшувалися по всій ділянці. Запланований проект із подвоєння колій на ділянці Луумякі–Іматра(–Сімпеле) планується до завершення у 2023 році.
На найбільш жвавих маршрутах Фінляндії подорожуючих все одно не так багато, щоб спорудження окремих колій для швидкісних потягів могло себе економічно виправдати; збільшення швидкостей проводиться на існуючих шляхах. Оскільки старі колії мають багато поворотів, великі швидкості на звичайних потягах можуть спричинять незручності для пасажирів, через що VR закупила потяги Pendolino, якими можна пересуватися на найбільшій допустимій на колії швидкості без збитків для комфорту. Втім на практиці стан та можливості колій на низці ділянок (зокрема Гельсінкі–Турку) змусили VR запустити потяги Pendolino за тим самим розкладом, що і потяги IC2, коли не задіяна максимально можлива швидкість кузова з відхилом. До потягів Pendolino у 2012–2014 рр. було застосовано низку змін, серед яких зокрема було зменшено траєкторію відхилення кузовів.
У березні 2012 році уряд тодішнього прем'єр-міністра Юркі Катайнена вирішив шляхом відхилення від традиційної лінії профінансувати залізничні проекти більшою сумою, ніж автодорожні. Серед таких проєктів окрім загальних покращень ділянки Сейняйокі–Оулу були зокрема оновлення сигнальних пристроїв залізничного двору Гельсінкі, додаткові колії на ділянці Керава–Рійгімякі та поворотний трикутник у Рійгімякі. До того ж було прийнято принципове рішення про спорудження подвійної колії на ділянці Луумякі–Іматра–кордон із Росією та вирішено профінансувати проєктування залізниці у центрі Гельсінкі.
З 1970-х рр. Агентство транспортної інфраструктури Фінляндії обговорює можливість спорудження другої залізничної лінії між Гельсінкі та Турку, що уможливить швидші поїздки між ними. Ця лінія відома як ELSA, оскільки має пройти через міста Еспоо, Лог'я та Сало. Оновлено техніко-економічно обстеження було проведене у 2005 році, а у 2016 році лінія була включена до програми звіту Агентства транспортної інфраструктури. Ця лінія утворює частину плану фінського уряду з побудови високошвидкісної залізниці з Гельсінкі до Турку, Тампере і Коуволи.
Запланована залізниця Ітярата має сполучити Гельсінкі та Коуволу з містом Порвоо, тим самим скоротивши час подороіж до таких міст східної Фінляндії, як Куопіо та Йоенсуу, а також із Санкт-Петербургом. Також були досліджені прямі лінії з Гельсінкі до Порі та Ювяскюля. Плануються також пропозиції залізничного сполучення до Лапландії через Кеміярві або Коларі від норвезького порту Кіркенес. Втім, на ці плани впливають природні та культурні особливості, які є важливими для корінного населення, саамів, які стверджують, що пропонована лінія пройде через пасовища для їх оленів.
Швидкісне залізничне сполучення між Гельсінкі та Санкт-Петербургом було відкрите у грудні 2010 року. Передбачені для цього потяги Allegro використовують лінію Керава–Лахті, яка є єдиною у Фінляндії, передбаченою для високих швидкостей та найбільша дозволена швидкість на якій становить 220 км/год. На ділянці Лахті–Луумякі дозволена швидкість за допомогою покращення колій піднята до 200 км/год. У 2011 році тривалість поїздки на Allegro між Гельсінкі та Санкт-Петербургом становила 3 год 36 хвилин за довжини шляху у 417 км. Планується скоротити час подорожі до трьох годин за допомогою покращення колій як на фінській, так і на російській половині. Покращення також будуть застосовані на інши, окрім використовуваних Allegro, коліях для того, щоб частково перемістити товарне сполучення з колій для Allegro.
Планується також нова лінія Сімпеле–Елісенваара, що матиме подвійні колії та електрифікацію на 25 кВ 50 Гц (з Елісенваари через Сортавалу та Суоярві до Петрозаводська) та призначатиметься для пасажирських потягів з вагонами подвійного рівня з Гельсінкі до Петрозаводська, Кірова, Красноярська та Хабаровська (через Байкало-Амурську магістраль).
Обговорювалася також можливість відкриття залізничного сполучення через міста Торніо та Гапаранда із шведською залізницею зі стандартною шириною колії, проте наявних результатів немає через політичні причини. Альтернативою цьому могла б бути зокрема електрифікація ділянки Кемі–Торніо, що б полегшило організацію зміни потягів у Торніо, а другим варіантом — продовження залізниці з європейською шириною колії з Гапаранди до Кемі, де налагоджено постійний рух між Рованіємі та Оулу. Доступ до залізниці із стандартною шириною колій через Гапаранду відкрив би залізничний доступ і до норвезького порту Нарвік, що має відмінне морське сполучення як з Північним льодовитим, так і з Атлантичним.

## Лінії
Станом на кінець 2014 року довжина залізничної мережі, контрольованої Агентством транспортної інфраструктури Фінляндії, складала 5944 км, серед яких 3256 км були електрифіковані.
Більша частина пасажирських залізничних ліній відходять від центрального вокзалу Гельсінкі, обслуговуючи зокрема такі міста, як Тампере, Турку, Оулу, Рованіємі, Коувола, Куопіо, Ювяскюля та Йоенсуу. Деякі менші міста сполучені із залізничною мережею власними гілками, які, проте, поки не обслуговуються пасажирськими потягами, наприклад, Порвоо, Уусікаупункі, Рааге та Раума.

### Нічні потяги
Нічні потяги курсують лише по найзавантаженіших лініях між Гельсінкі або Турку через Оулу до Лапландії (мінімальна відстань 676 км). Завдяки цьому більшість колій лишаються вільними для нічного вантажного сполучення, яке нараховує приблизно 40 млн т/рік.
Щодня протягом року курсують нічні потяги з Гельсінкі до Кеміярві через Рованіємі, а також тричі на тиждень взимку до Коларі. Усі потяги оснащені автомобільними вагонами, а станції для автомобільних потягів є у Гельсінкі (Пасіла), Тампере, Турку, Оулу, Рованіємі, Кеміярві та Коларі. Спальні та автомобільні вагони з Турку причіпляються до потягу у Тампере.
До Кеміярві та Рованіємі всі вагони наразі двоповерхові: на другому поверсі розташовані купе, обладнані власними душами та туалетами. На перших поверхах розташований загальний душ і туалет разом із купе для людей із обмеженими можливостями, для пасажирів із домашніми тваринами, а також сімейні купе. У всьому потязі є безкоштовний Wi-Fi, у купе також є розетки. У старіших потягах вищезгаданих послуг немає, а також вони не пристосовані для людей із обмеженими можливостями. У всіх нічних потягах є вагони-ресторани.
Нічний потяг до Москви оперується російськими РЖД; вагонів для автомобілів він не має.

### Трамваї
| Назва                | Місто     | Ширина колії, мм | Колій | Довжина, км | Тяга       | Відкрито | Закрито | Оператор |
| Гельсінський трамвай | Гельсінкі | 1000             |       |             | кінна      | 1891     | 1901    |          |
| Гельсінський трамвай | Гельсінкі | 1000             |       |             | кінна      | 1913     | 1917    |          |
| Гельсінський трамвай | Гельсінкі | 1000             | 2     |             | електрична | 1900     |         | HST HKL  |
| Трамвай Турку        | Турку     | 1435             |       |             | кінна      | 1890     | 1892    |          |
| Трамвай Турку        | Турку     | 1000             |       |             | електрична | 1908     | 1972    |          |
| Виборзький трамвай   | Виборг    | 1000             |       |             | електрична | 1912     | 1957    |          |

#### Швидкісні трамваї
- Швидкісний трамвай Jokeri (ширина колії 1000 мм)
- Трамвай Тампере (споруджується, ширина колії 1435 мм)

### Метрополітен
| Назва                     | Маршрут                             | Ширина колії, мм | Колій | Довжина, км | Тяга       | Відкрито | Оператор |
| Гельсінський метрополітен | Руохолахті - Ітякескус - Меллунмякі | 1522             | 2     | 16,8        | електрична | 1982     | HST HKL  |
| Гельсінський метрополітен | Ітякескус - Вуосаарі                | 1522             | 2     | 4,3         | електрична | 1998     | HST HKL  |

## Залізничне сполучення з суміжними країнами

### Росія
Росія є одним із найважливіших напрямків залізничного сполучення серед інших суміжних із Фінляндією країн, зокрема у питанні вантажного сполучення: між Росією та Фінляндією воно значно інтенсивніше, ніж між Фінляндією та Швецією. Також щоденно між Росією та Фінляндією курсує низка пасажирських потягів, у той час як залізничного пасажирського сполучення між Фінляндією та Швецією взагалі не існує. Фінська та російська колії мають надзвичайно малу відмінність у ширині — ширина російської становить 1520 мм, що також сприяє інтенсивному залізничному сполученню між цими країнами.
Щодня між Фінляндією та Росією курсують чотири пари швидкісного потяга Allegro за маршрутом Гельсінкі–Санкт-Петербург, а також фірмовий потяг «Лев Толстой» за маршрутом Гельсінкі–Москва. У якості тягового рухомого складу використовуються електровози Sr1 і Sr2, а також тепловози Dr14, Dr16, Dv12, Dv16, Tka7, Tka8, Tve4, Tve5.
Allegro базується на платформі Pendolino і може розвивати швидкість до 220 км/год, а час його поїздки від Санкт-Петербурга до Гельсінкі складає 3 год 36(48) хв. У конструкції потяга використана технологія нахилу кузова до 8 градусів (спеціальна технологія Pendolino), що дозволяє не знижувати швидкості під час проходження потягом поворотів, як це буває з іншими поїздами, та нівелювати дію центробіжної сили. Ці потяги спеціально передбачені для північних умов: зокрема вони оснащені спеціальним обладнанням, що запобігає скупченню снігу та льоду на ходовій частині вагонів.
Сполучення із Фінляндією у Росії здійснюється Жовтневою залізницею по наступних ділянках:
- Вайніккала–Бусловська — розрив у напрузі 25 кВ — 3 кВ (ізолююча вставка на кордоні)
- Іматра–Свєтогорськ — електрифікація відсутня
- Кууму–Ківіярві — електрифікація відсутня
- Тіккала–Маткаселькя — електрифікація відсутня
- Ніірала–Вяртсіля — електрифікація відсутня
- Вартіус–Костомукша — електрифікована лише на фінській території. Російську частину планувалось електрифікувати 25 кВ 50 Гц змінного струму у 2018–2019 рр.

Також планується спорудження залізничних ліній у напрямках Кеміярві–Кандалакша, Іматра–Елісенваара, Паріккала–Сортавала, Йоенсуу–Медвеж'єгорськ, Хірвакоскі–Кем та Куусамо–Лоухі.

### Естонія
Наразі існує проект тунелю Таллінн–Гельсінкі, який має стати частиною проекту залізниці Rail Baltica. Згідно із доступною інформацією, колія у тунелі матиме стандартну ширину 1435 мм, тому Фінляндія начебто планувала також розширити колію на своїй території до цієї ширини там, де це було необхідно — наприклад, до центрального вокзалу та аеропорту Гельсінкі, проте необхідні ділянки із подвійними коліями із порту Мууґа через тунель до центрального вокзалу Гельсінкі та аеропорту, а також електричні локомотиви для стандартних колій та інші транспортні одиниці потребують пантографи для адаптації до більш високих за стандарт (більше 6,5 м над коліями) контактних дротів. Наразі анонсоване додаткове фінансування, яке надасть ARJ Holdings of Dubai, на спорудження, яке мало початися у 2020 році.

### Інші країни
- Шведська залізниця має стандартну ширину колії, а отже, розрив із фінською колією 1524 мм/1435 мм та розрив у напрузі 25 кВ, 50 Гц — 15 кВ. Втім, електрифікованих ліній, що перетинають кордон Фінляндії та Швеції, немає. Існують також залізничні пороми[en] із стандартною шириною колії до Стокгольма та ділянка із стандартною шириною колії у поромному терміналі Турку. Наразі планується спорудження залізничної лінії Вааса–Торніо через Умео, Лулео та Гапаранду.
- Через Швецію можливе товарне сполучення із Німеччиною.
- Стандартну ширину колії має і норвезька залізниця; так само розрив із фінською колією становить 1524 мм/1435 мм, напруга однакова. Планується спорудження лінії через Шиботн[en] до Тромсе.[39]